# Нурія Прімс
Нурія Прімс (ісп. Núria Prims, 29 вересня 1972, Барселона, Іспанія) — іспанська акторка.

## Вибіркова фільмографія
- 1995: Історії з Кронена
- 2009: Сміття